# Sandfloegga
Sandfloegga – najwyższy szczyt płaskowyżu Hardangervidda w południowo-zachodniej Norwegii.

## Geografia
Najwyższy szczyt na płaskowyżu Hardangervidda wznoszący się na wysokość 1721 m n.p.m.   Administracyjnie leży w okręgu Vestland, na terenie gminy Ullensvang . 